# Cnaphalocrocis
Cnaphalocrocis är ett släkte av fjärilar. Cnaphalocrocis ingår i familjen Crambidae.

## Bildgalleri

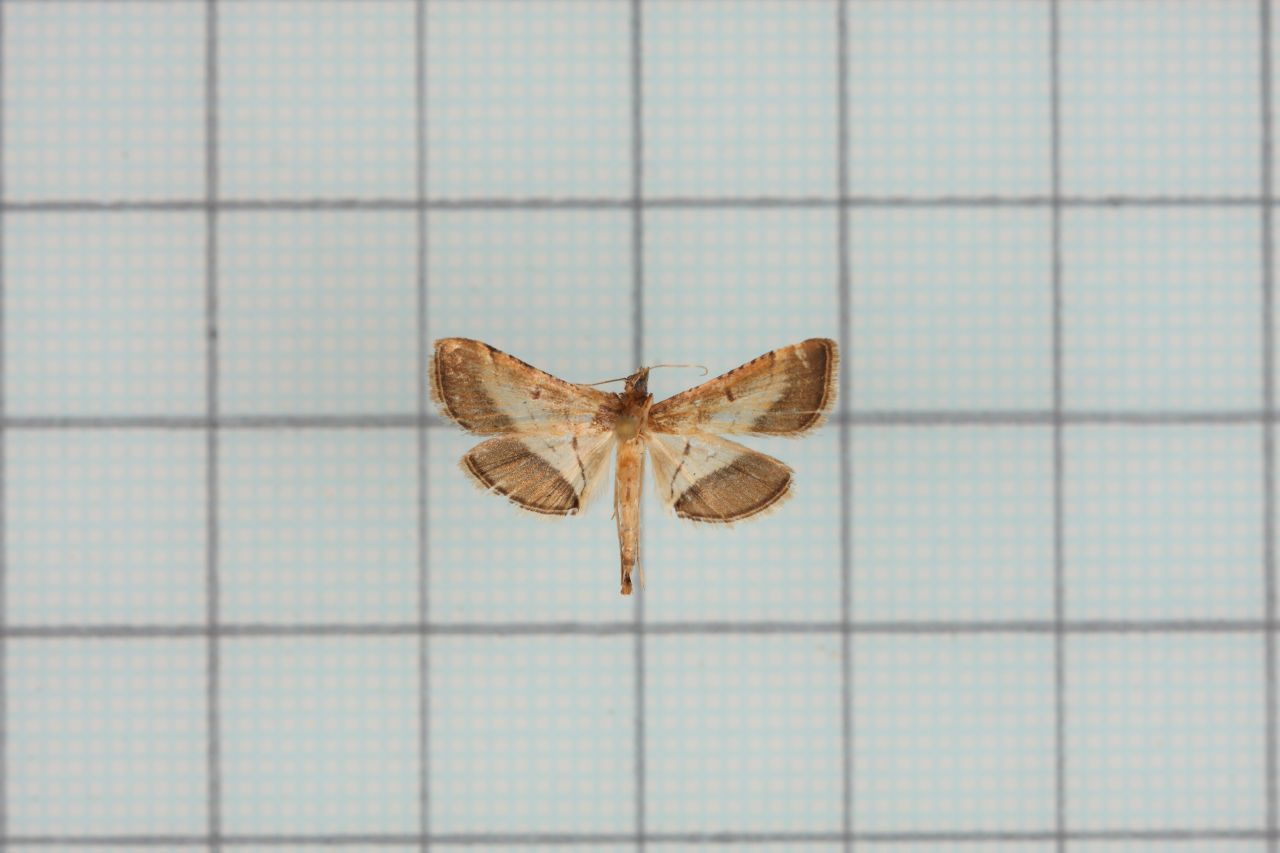
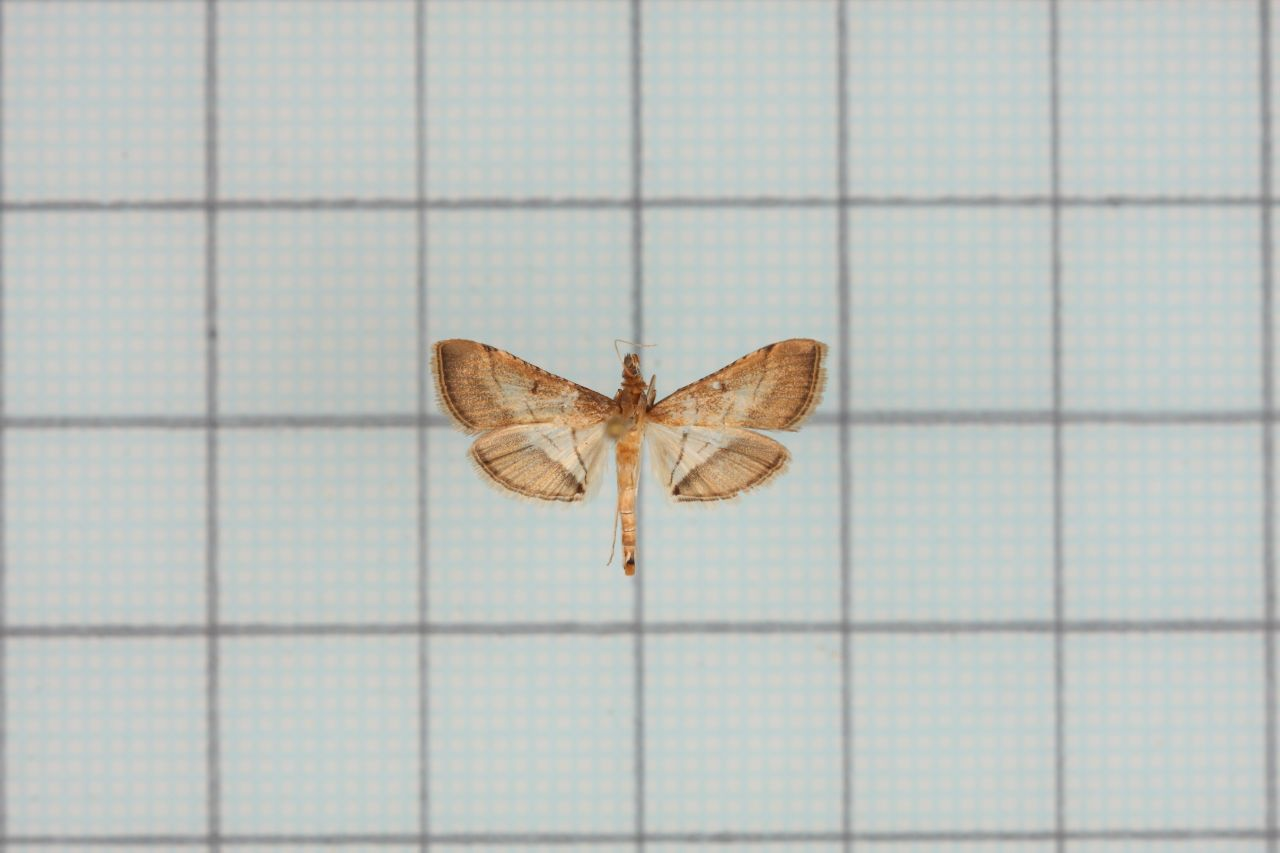
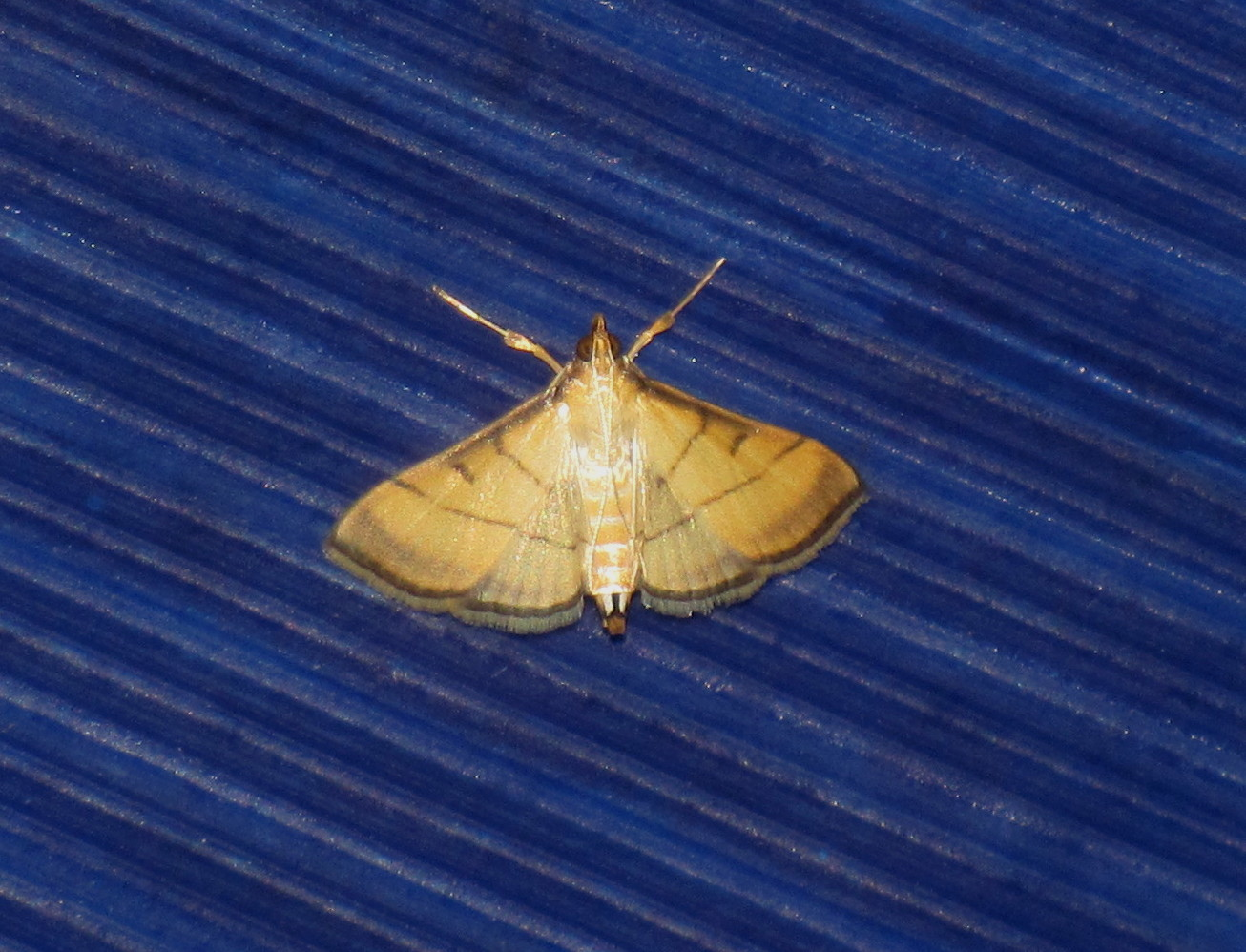
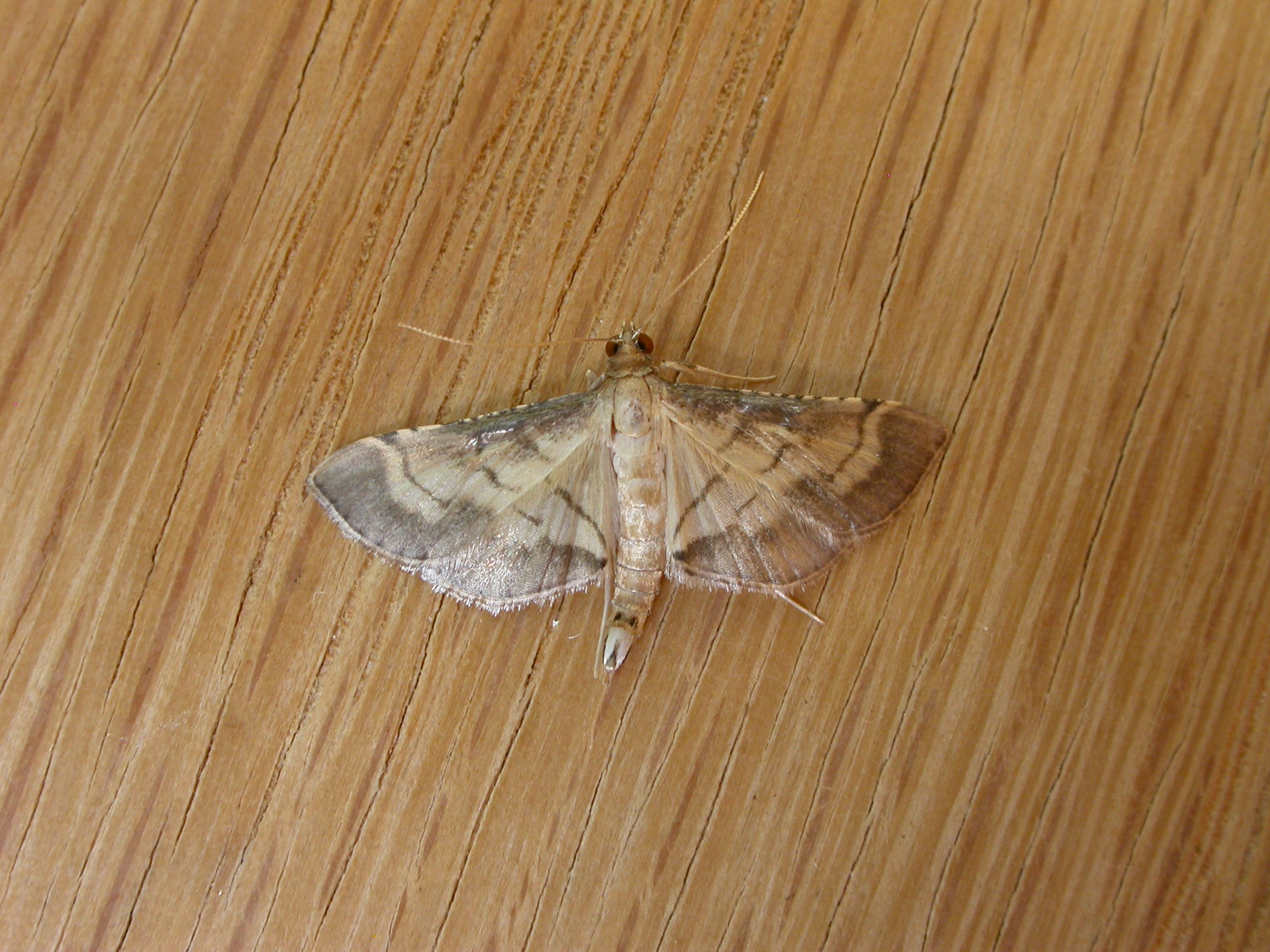
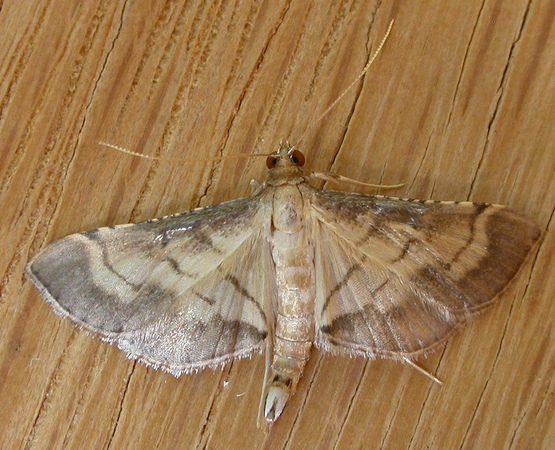
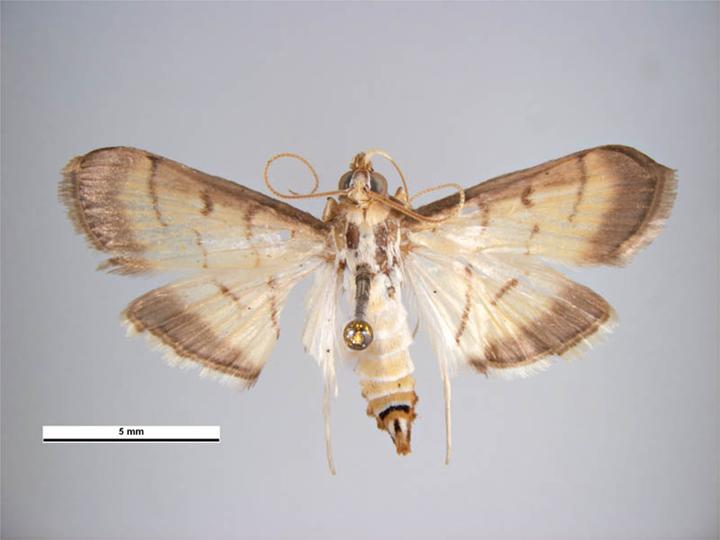

## Dottertaxa tillCnaphalocrocis, i alfabetisk ordning[1]
- Cnaphalocrocis acerrimalis
- Cnaphalocrocis amelokalis
- Cnaphalocrocis andresi
- Cnaphalocrocis araealis
- Cnaphalocrocis azionalis
- Cnaphalocrocis bifurcalis
- Cnaphalocrocis bilinealis
- Cnaphalocrocis brunneofusalis
- Cnaphalocrocis canstensziana
- Cnaphalocrocis cicatricosa
- Cnaphalocrocis cochrusalis
- Cnaphalocrocis conformis
- Cnaphalocrocis convectalis
- Cnaphalocrocis creonalis
- Cnaphalocrocis daisensis
- Cnaphalocrocis didialis
- Cnaphalocrocis euryterminalis
- Cnaphalocrocis exigua
- Cnaphalocrocis fasciculatalis
- Cnaphalocrocis floridalis
- Cnaphalocrocis fusifascialis
- Cnaphalocrocis grisealis
- Cnaphalocrocis grucheti
- Cnaphalocrocis hampsoni
- Cnaphalocrocis hemicrossa
- Cnaphalocrocis hexagona
- Cnaphalocrocis intristalis
- Cnaphalocrocis iolealis
- Cnaphalocrocis laticostalis
- Cnaphalocrocis latimarginalis
- Cnaphalocrocis liliicola
- Cnaphalocrocis limbalis
- Cnaphalocrocis loxodesma
- Cnaphalocrocis marginalis
- Cnaphalocrocis marisalis
- Cnaphalocrocis medinalis
- Cnaphalocrocis mimica
- Cnaphalocrocis minutalis
- Cnaphalocrocis nawae
- Cnaphalocrocis neoclesalis
- Cnaphalocrocis nurscialis
- Cnaphalocrocis patnalis
- Cnaphalocrocis pauperalis
- Cnaphalocrocis perinephes
- Cnaphalocrocis perpersalis
- Cnaphalocrocis pilosa
- Cnaphalocrocis poeyalis
- Cnaphalocrocis rectistrigosa
- Cnaphalocrocis ruptalis
- Cnaphalocrocis ruralis
- Cnaphalocrocis rutilalis
- Cnaphalocrocis similis
- Cnaphalocrocis sinitalis
- Cnaphalocrocis socialis
- Cnaphalocrocis stereogona
- Cnaphalocrocis subauralis
- Cnaphalocrocis subtaenialis
- Cnaphalocrocis subvenilialis
- Cnaphalocrocis suspicalis
- Cnaphalocrocis trapezalis
- Cnaphalocrocis trebiusalis
- Cnaphalocrocis venilialis